# Panteó d'Iu Bosch
El Panteó d'Iu Bosch és una obra d'Arenys de Mar (Maresme) del cementiri d'Arenys de Mar.

## Descripció
El cementiri consta de tres grans plantes esglaonades en sentit ascendent. Al tercer replà, obert ja de cara a la muntanya i presidit al fons pels tres Turons del Montal, es drecen nombrosos panteons entorn de l'ermita de la Pietat. Hi ha una capella, entre aquests, d'estil modernista amb pinacles gòtics i vitralls morats. D'aquestes sepultures en diuen sepultures d' "americanos", són tombes d'antigues famílies aristocràtiques, de navegants i menestrals rics.

## Història
Aquesta capella fou construïda per Enrich Sagnier l'any 1918, és un gran panteó de la família d'Iu Bosch.